# Stichastrella
Stichastrella är ett släkte av sjöstjärnor som beskrevs av Addison Emery Verrill 1914. Enligt Catalogue of Life ingår Stichastrella i familjen Stichasteridae, men enligt Dyntaxa är tillhörigheten istället familjen trollsjöstjärnor.
Kladogram enligt Catalogue of Life och Dyntaxa:
| Stichastrella | \| \| Stichastrella ambigua \| \| \| \| \| \| rutig sjöstjärna \| \| \| \| |
|               | \| \| Stichastrella ambigua \| \| \| \| \| \| rutig sjöstjärna \| \| \| \| |
|               | Stichaster                                                                 |
|               |                                                                            |
|               | Stichastrella ambigua                                                      |
|               |                                                                            |
|               | rutig sjöstjärna                                                           |
|               |                                                                            |

|  | Stichastrella ambigua |
|  |                       |
|  | rutig sjöstjärna      |
|  |                       |